# Nicavisión
Nicavisión (anche conosciuto con il nome di Canal 12) è un'emittente televisiva nazionale nicaraguense con sede a Managua.

## Principali programmi
- Noticias 12
- Quien Tiene la Razón
- Casos de Familia
- Los 3 Chiflados
- Buenos Días Nicaragua
- Nicaragua del Recuerdo
- Salud es Vida
- Esta Semana
- Esta Noche
- Visión Policial
- Cuechando